# Nogaredo
Nogaredo – miejscowość i gmina we Włoszech, w regionie Trydent-Górna Adyga, w prowincji Trydent.
Według danych z 2004 roku gminę zamieszkiwało 1663 osoby, 554,3 os./km².